# Jonathan Zipf
Jonathan Zipf (* 20. Juni 1986 in Herbolzheim-Broggingen) ist ein ehemaliger deutscher Triathlet. Er ist Vizeweltmeister der Junioren 2005 und Deutscher Meister (Triathlon 2013, Duathlon 2017).

## Werdegang
2003 nahm Jonathan Zipf erstmals bei der Europameisterschaft teil. Im September 2005 wurde Jonathan Zipf in Japan Triathlon-Vizeweltmeister bei den Junioren.
Er gehörte der Sportförderung Mainz der deutschen Bundeswehr an (Stabsunteroffizier) und vertrat seit Januar 2010 in der Bundesliga das EJOT Team TV Buschhütten. Zuvor war er für Hansgrohe Team Schwarzwald an den Start gegangen. 2010 nahm Zipf auch wieder an der französischen Clubmeisterschaftsserie Lyonnaise des Eaux teil. In Beauvais (13. Juni 2010), dem einzigen Lyonnaise-Triathlon, an dem Zipf 2010 antrat, wurde er 14. und war damit Zweitbester seines Clubs. Im August 2011 wurde er Deutscher Triathlon-Vizemeister auf der Sprintdistanz.
In der Rangliste der ITU-Weltmeisterschaftsserie 2011 auf der Kurzdistanz belegte er als bester Deutscher den zwölften Rang.

### Deutscher Meister Triathlon 2013
Im August 2013 wurde Zipf in Hannover Deutscher Triathlon-Meister auf der olympischen Distanz (1,5 km Schwimmen, 40 km Radfahren und 10 km Laufen).

### Verletzung 2014
Nachdem er gesundheitsbedingt für fast ein Jahr pausieren musste, wurde Jonathan Zipf für die Saison 2015 mit Sonderstatus im Bundeskader der DTU nominiert.
Im Mai 2016 belegte er bei der Triathlon-Europameisterschaft als bester Deutscher den 18. Rang. Die Weltmeisterschaft-Rennserie 2016 beendete er als zweitbester Deutscher auf dem 26. Rang, wurde aber 2017 nicht mehr für den Kader nominiert.

### Deutscher Meister Duathlon 2017
Im April 2017 wurde der damals 30-Jährige Deutscher Meister auf der Duathlon-Kurzdistanz. Im August konnte er sich auch den Vizemeistertitel auf der Triathlon-Sprintdistanz holen.
Zipf erklärt im September 2020 seine Triathlon-Karriere als beendet. Der 34-Jährige spezialisierte sich auf neue Projekte: Er wurde sportlicher Leiter des EJOT Team TV Buschhütten und neben seinem Trainerstatus beim Bayrischen Triathlon Verband wandte er sich dem Bodybuilding zu. 

## Sportliche Erfolge
| Datum/Jahr    | Rang | Wettbewerb                                          | Austragungsort | Zeit     | Bemerkung                                                                                                  |
| ------------- | ---- | --------------------------------------------------- | -------------- | -------- | --- |
| 3. Aug. 2019  | 8    | DTU Deutsche Meisterschaft Triathlon Sprintdistanz  | Berlin         | 00:55:50 | |
| 2. Juni 2018  | 3    | ETU Sprint Triathlon European Cup                   | Dnipro         | 00:52:59 | |
| 20. Aug. 2017 | 2    | DTU Deutsche Meisterschaft Triathlon Sprintdistanz  | Grimma         | 00:57:50 | Deutscher Vizemeister Triathlon-Sprintdistanz                                                              |
| 6. Aug. 2017  | 3    | CISM Militär-Weltmeisterschaft Triathlon            | Sassenberg     |          | |
| 9. Apr. 2017  | 2    | Internationaler Triathlon Wallisellen               | Wallisellen    | 00:42:57 | Zweiter hinter dem Franzosen Raphaël Montoya                                                               |
| 4. Sep. 2016  | 8    | ITU World Championship Series 2016                  | Edmonton       | 00:52:22 | |
| 17. Juli 2016 | 3    | ITU Sprint Triathlon World Championship Mixed Relay | Hamburg        | 00:19:52 | Team-Weltmeisterschaft – zusammen mit Hanna Philippin, Laura Lindemann und Gregor Buchholz                 |
| 26. Juni 2016 | 8    | DTU Deutsche Meisterschaft Triathlon Sprintdistanz  | Düsseldorf     | 00:53:11 | beim T3 Triathlon Düsseldorf                                                                               |
| 28. Mai 2016  | 18   | ETU Short Distance Triathlon European Championships | Lissabon       | 01:52:05 | Europameisterschaft auf der olympischen Kurzdistanz                                                        |
| 4. Okt. 2015  | 4    | ITU Triathlon World Cup                             | Cozumel        | 00:55:17 | |
| 31. Aug. 2013 | 1    | DTU Deutsche Meisterschaft Triathlon Sprintdistanz  | Hannover       | 00:56:07 | Deutscher Triathlon-Meister auf der Sprintdistanz                                                          |
| 14. Juni 2013 | 15   | ETU Short Distance Triathlon European Championships | Alanya         | 01:44:34 | |
| 12. Mai 2013  | 1    | Siegerland-Cup                                      | Buschhütten    | 01:04:01 | |
| 8. Sep. 2012  | 4    | Alpen-Triathlon                                     | Schliersee     | 02:01:36 | |
| 19. Aug. 2012 | 2    | DTU Deutsche Meisterschaft Triathlon Sprintdistanz  | Witten         | 00:51:11 | Deutscher Triathlon-Vizemeister auf der Sprintdistanz (0,75 km Schwimmen, 20 km Radfahren und 5 km Laufen) |
| 27. Mai 2012  | 12   | ITU World Championship Series 2012                  | Madrid         | 01:54:45 | |
| 14. Apr. 2012 | 15   | ITU World Championship Series 2012                  | Sydney         | 01:52:12 | Auftaktrennen                                                                                              |
| 28. Aug. 2011 | 3    | DTU Deutsche Meisterschaft Triathlon Sprintdistanz  | Grimma         | 00:55:33 | Deutscher Triathlon-Vizemeister auf der Sprintdistanz                                                      |
| 9. Sep. 2009  | 5    | ITU Short Distance Triathlon World Championship U23 | Gold Coast     | 01:46:41 | Triathlon-Weltmeisterschaft U23 (1,5 km Schwimmen, 40 km Radfahren und 10 km Laufen)                       |
| 16. Aug. 2009 | 10   | ITU World Championship Series 2009                  | London         |          | |
| 10. Sep. 2005 | 2    | ITU Junior Triathlon World Championships            | Gamagōri       |          | Vizeweltmeister Junioren                                                                                   |
| 24. Juli 2005 | 3    | ETU Triathlon European Championship Junior Men      | Alexandroupoli |          | [ 8 ] |
| 3. Juli 2004  | 10   | ETU Triathlon European Championship Junior Men      | Lausanne       |          | |
| 21. Juni 2003 | 15   | ETU Triathlon European Championship Junior Men      | Karlsbad       |          | Europameisterschaft (Junior)                                                                               |

| Datum/Jahr    | Rang | Wettbewerb                                      | Austragungsort | Zeit | Bemerkung                                                    |
| ------------- | ---- | ----------------------------------------------- | -------------- | ---- | ------------------------------------------------------------ |
| 30. Apr. 2017 | 1    | DTU Deutsche Meisterschaft Duathlon Kurzdistanz | Alsdorf        |      | Deutscher Meister Duathlon-Kurzdistanz beim Dachser-Duathlon |

| Datum/Jahr    | Rang | Wettbewerb                | Austragungsort | Zeit     | Bemerkung  |
| ------------- | ---- | ------------------------- | -------------- | -------- | ---------- |
| 31. Dez. 2011 | 5    | Silvesterlauf Saarbrücken | Saarbrücken    | 00:31:05 | über 10 km |